# Randonnée avec un âne

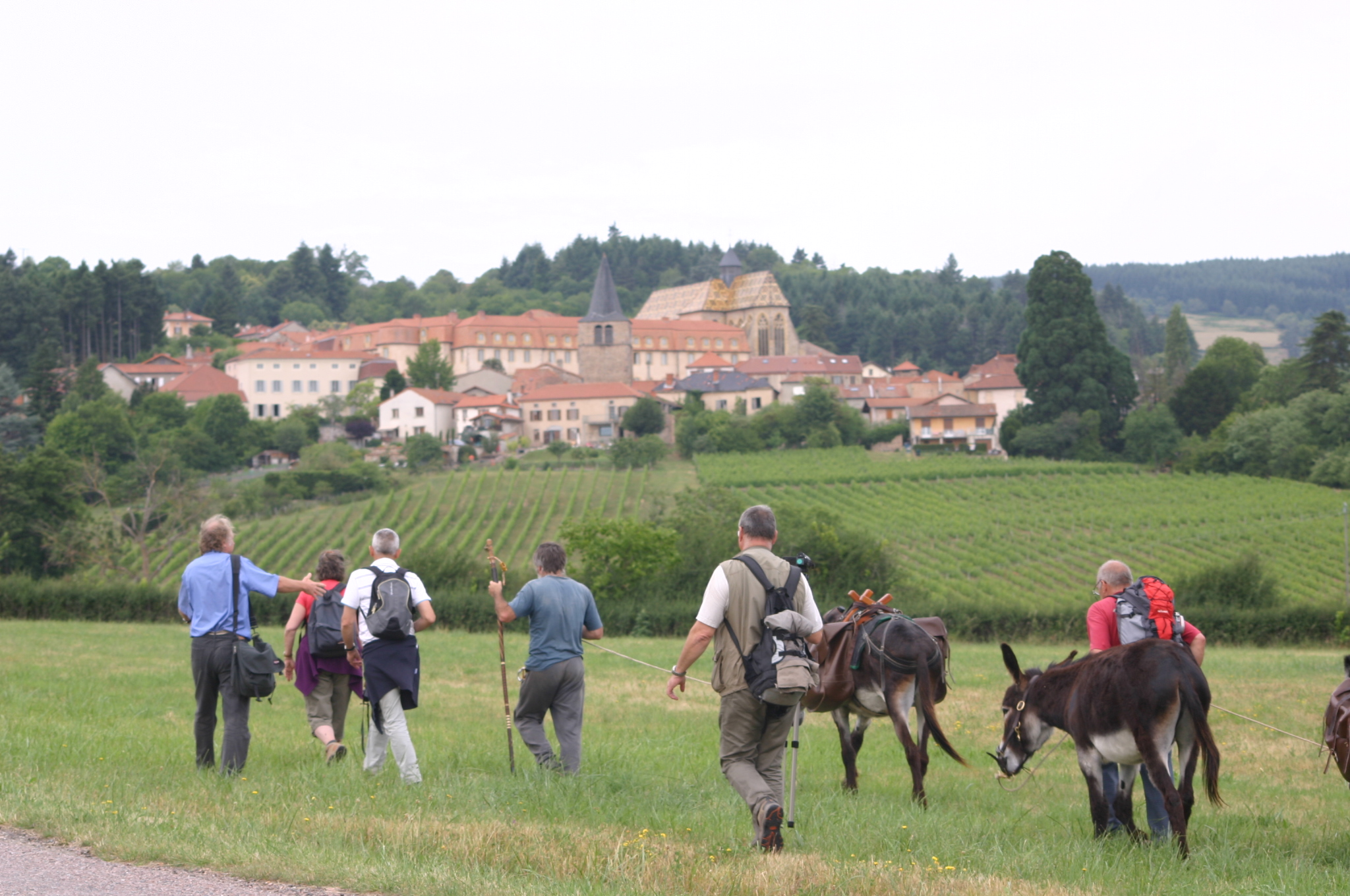
Randonnée à Ambierle

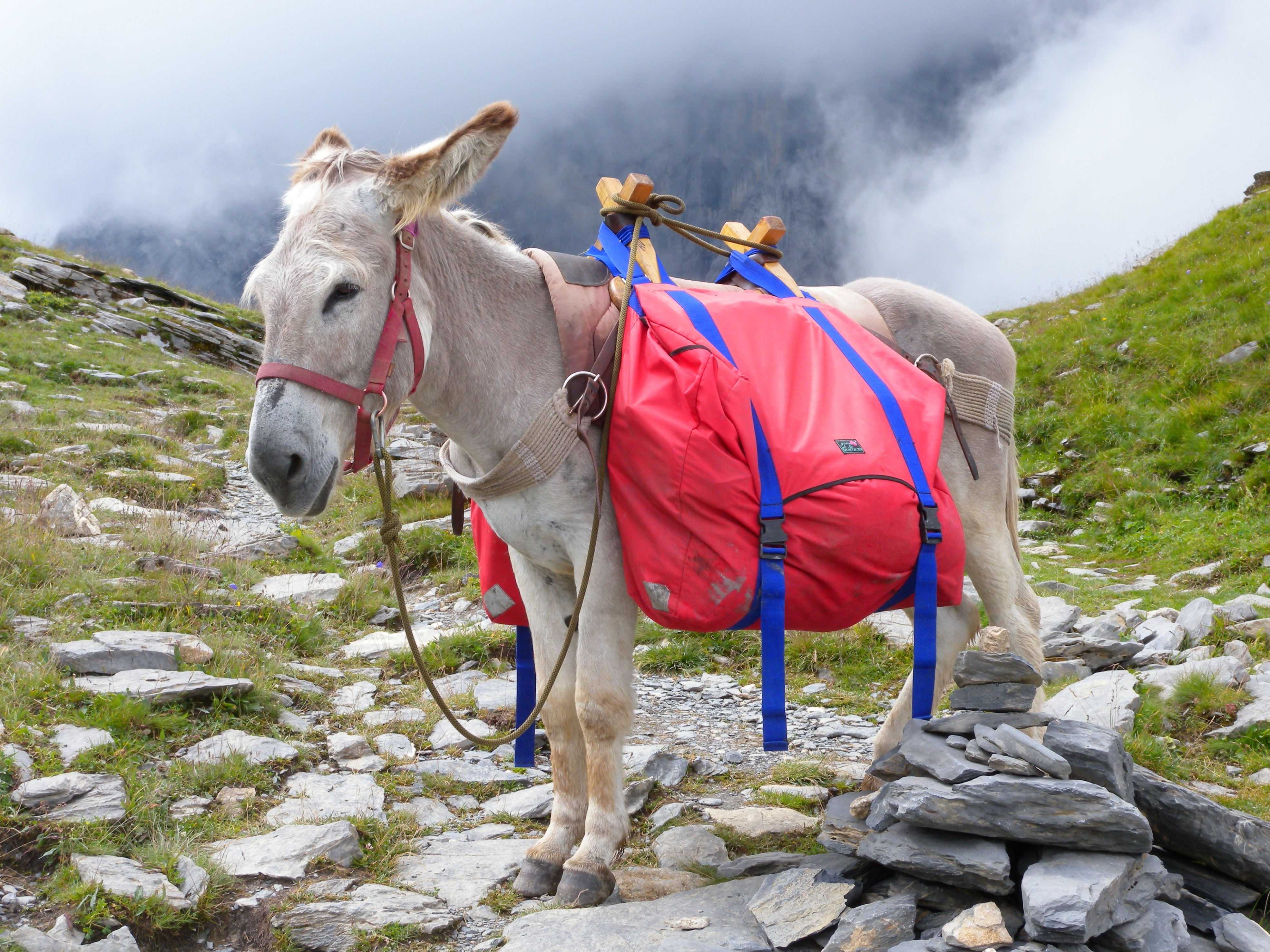
Randonnée avec un âne. Pasture du collet d’Anterne, Sixt-Fer-à-Cheval.

La randonnée avec un âne, parfois appelée randonnée asine, est une activité physique consistant à suivre un itinéraire avec un âne, voire un bardot ou un mulet. L'animal est généralement bâté, tandis que le ou les randonneurs, bien que déchargés de leur matériel, continuent à se déplacer à pied dans le cadre de ce qui demeure une randonnée pédestre. À certaines occasions, l'animal peut néanmoins être équipé d'une selle et être monté, en particulier par des enfants, ce qui apparente alors l'activité à la randonnée équestre telle qu'elle se pratique avec des chevaux.